# Durrat Al Bahrain
Durrat Al Bahrain es la mayor isla artificial en Bahrain después de la Islas Amwaj y es comparada con las Islas Palm de Dubái, Emiratos Árabes Unidos. Los 6 mil millones de dólares del proyecto se invertirán en una serie de 13 grandes islas artificiales conectadas, con una superficie conjunta de más de 20.000.000 m² (20 km²). Estará integrada por seis atolones, cinco islas en forma de peces y dos islas en forma media luna. En estas islas se proyecta instalar hoteles de cinco estrellas, un campo de golf de 18 hoyos, 12 puentes, y un puerto deportivo. El puerto deportivo se extenderá a lo largo de tres islas y cubrirá una superficie de aproximadamente 700.000 m² (0,70 km²) con un coste de alrededor de 1,3 millones de dólares de los EE. UU. El puerto deportivo es desarrollado por una asociación conjunta entre Durrat Khaleej Al Tameer y Bahréin, uno de los líderes de la construcción en la región. El puerto deportivo es el primero de su tipo en el Oriente Medio, en cuanto a estilo y tamaño.
Los trabajos en el proyecto se interrumpieron en febrero de 2008, más de 1.300 trabajadores se detuvieron por una disputa sobre pagos. Los trabajadores de la empresa GP Zacharides, que se encuentran en un campo de trabajo en el sitio de desarrollo del proyecto, se declararon en huelga, exigiendo mejores salarios y mejoras en las condiciones de vida.